# The Kiddie
THE KIDDIE (jap. キディ) – japoński zespół visual kei założony w Tokio, w maju 2007 r. przez wokalistę Yusa i perkusistę Yūdai.
Po raz pierwszy wystąpili na żywo 1 lipca 2007 r. w Meguro Rockmaykan (Meguro Rock-May-Kan), a następnie zadebiutowali singlem „Little SENOBI” 3 października 2007 r.
W 2010 r. podpisali kontrakt z wytwórnią King Records i 14 lipca tego samego roku wydali swój debiutancki singiel „smile”.
THE KIDDIE wydali swój pierwszy album „BRAVE NEW WORLD” 24 listopada 2010 roku.

## Członkowie
- Yusa (jap. 揺紗) – wokal
- Yūsei (jap. 佑聖) – gitara
- Jun (jap. 淳) – gitara
- Sorao (jap. そらお) – gitara basowa
- Yūdai (jap. ユウダイ) – perkusja

## Dyskografia

### Albumy
- SINGLE COLLECTION (24 marca 2010)
- BRAVE NEW WORLD (24 listopada 2010)
- MA★PIECE (28 marca 2012)
- THE 5 -FIVE- (28 listopada 2012)
- SINGLE COLLECTION 2 (1 maja 2013)
- DYSTOPIA (26 listopada)

### Single
- Little SENOBI (3 października 2007)
- Little SENOBI 2nd press (23 stycznia 2008)
- Plastic Art (26 marca 2008)
- Sayonara Setsuna (jap. サヨナラセツナ) (1 października 2008)
- NOAH (15 kwietnia 2009)
- elite STAR＋ (8 lipca 2009)
- soar (7 października 2009)
- BLACK SIDE (4 listopada 2009)
- Popular (jap. ポプラ) (2 grudnia 2009)
- smile. (14 lipca 2010)
- Calling (22 września 2010)
- Nutty Nasty (25 maja 2011)
- Sun’z up (13 sierpnia 2011)
- Utsukushiki REDRUM (jap. 美しきREDRUM) (28 września 2011)
- I sing for you (1 sierpnia 2012)
- emit. (12 lutego 2014)
- 1414287356 (16 kwietnia 2014)